# Torneo de Bangkok 2012
El PTT Thailand Open 2012 es un torneo de tenis. Pertenece al ATP Tour 2012 en la categoría ATP World Tour 250. El torneo tendrá lugar en la ciudad de Bangkok, Tailandia, desde el 24 de septiembre hasta el 30 de septiembre de 2012 sobre canchas duras.

## Cabezas de serie
| Tenista           | Ranking | No. |
| Janko Tipsarević  | 9       | 1   |
| Richard Gasquet   | 14      | 2   |
| Milos Raonic      | 15      | 3   |
| Gilles Simon      | 20      | 4   |
| Fernando Verdasco | 23      | 5   |
| Viktor Troicki    | 31      | 6   |
| Jarkko Nieminen   | 39      | 7   |
| Bernard Tomic     | 42      | 8   |

- Los cabezas de serie, están basados en el ranking ATP del 17 de septiembre de 2012.

## Campeones

### Individual Masculino
Richard Gasquet venció a  Gilles Simon por 6-2, 6-1.

### Dobles Masculino
Lu Yen-hsun /  Danai Udomchoke vencieron a  Eric Butorac /  Paul Hanley por 6-3, 6-4.